# إنترمونتين

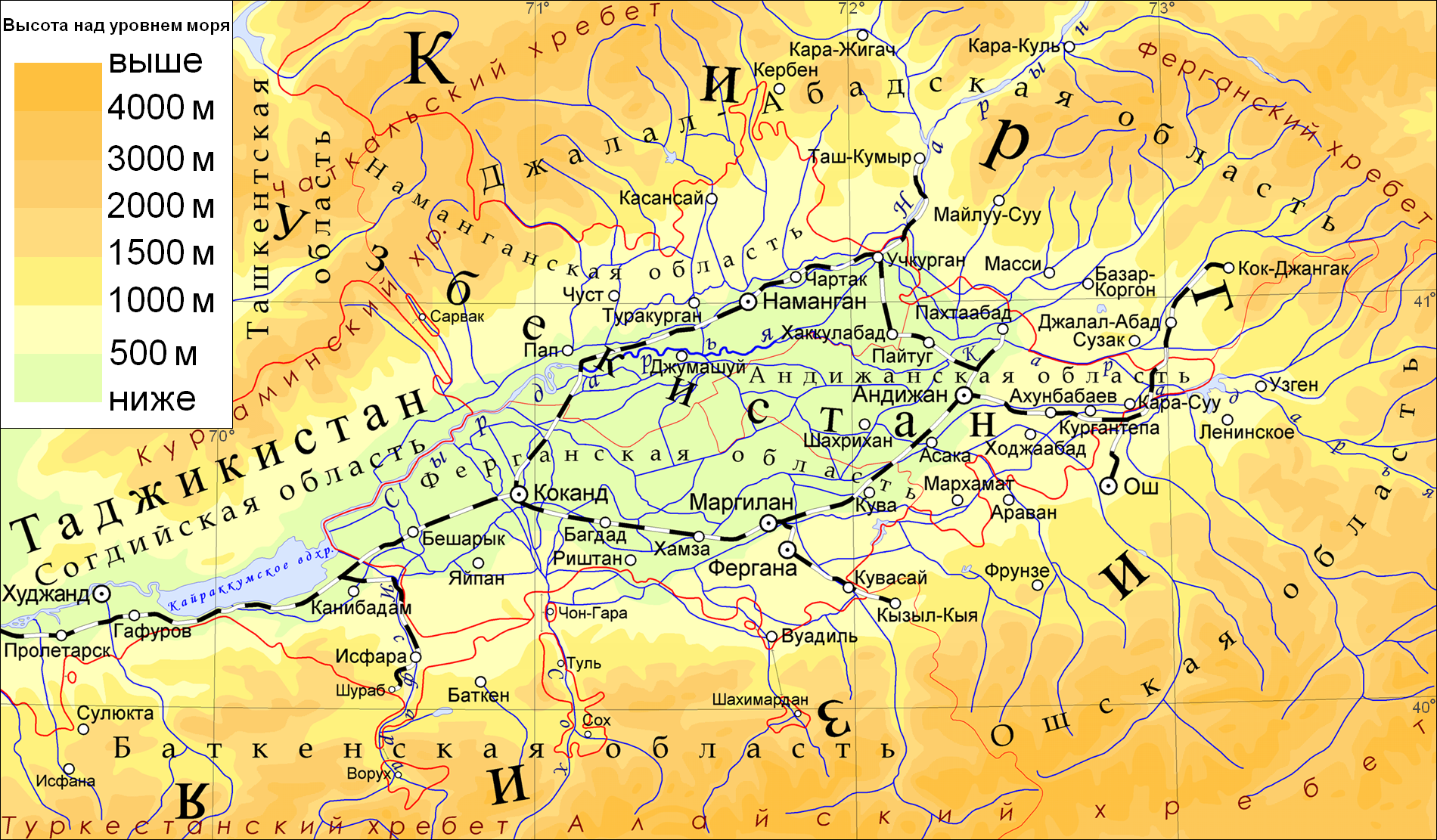

إنترمونتين (Intermontane) هي صفة فيزيوجغرافية تتكون من السابقة «إنتر» («بمعنى من بين أو بين أو وسط أو أثناء أو ضمن أو متبادل أو عكسي) والصفة»مونتين" ("بمعنى يقطن أو ينمو في المناطق الجبلية، على وجه الخصوص المنحدرات المرتفعة الرطبة والباردة أسفل النطاق الشجري.
الاسم الفيزيوجغرافي الموافق هو بين الجبال بينما إنترمونتين هو اسم بيئي بمعنى من بين أو بين أو وسط أو ضمن «موطن نباتات وحيوانات مونتين.» على سبيل المثال، تعتبر منطقة الألب إنترمونتين للأنواع التي تهاجر بين منطقة جليدية ومنطقة الألب الفرعية.
إنترمونتين قد تشير إلى:
- حزام إنترمونتين، منطقة جيولوجية فسيولوجية في أمريكا الشمالية شمال غرب المحيط الهادئ.
- هضاب إنترمونتين، المنطقة الفيزيوجغرافية في الولايات المتحدة في إنترماونتين ويست (Intermountain West).

في الجغرافيا القديمة، قد تشير إنترمونتين إلى
- جزر إنترمونتين، سلسلة جزر بركانية قديمة في المحيط الهادئ في صحن إنترمونتين والتي كانت نشطة أثناء فترة العصر الثلاثي.
- صحن إنترمونتين، طبق تكتوني محيطي قديم على ساحل أمريكا الشمالية الغربي منذ حوالي 195 مليون سنة.
- خندق إنترمونتين، خندق محيطي من فترة العصر الثلاثي على طول ساحل أمريكا الشمالية الغربي في المحيط الجبلي المنحدر.